# Chau Soda
Chau Soda es un álbum recopilatorio sobre la trayectoria de la banda de rock latino Soda Stereo de 1984 a 1993. Fue publicado el 21 de octubre de 1997 por Sony Music previo a la presentación del disco El último concierto.
Debido a pertenecer al sello discográfico Sony Music no posee canciones de los dos últimos álbumes de estudio grabados por el grupo en la compañía BMG, Sueño Stereo y Comfort y música para volar.

## Lista de canciones
| CD1 |                                                                              |          |  |
| N.º | Título                                                                       | Duración |  |
| 1.  | «¿Por qué no puedo ser del Jet-Set?» (de Soda Stereo, 1984)                  | 2:20     |  |
| 2.  | «Un misil en mi placard» (de Soda Stereo, 1984)                              | 3:04     |  |
| 3.  | «Dietético» (de Soda Stereo, 1984)                                           | 3:46     |  |
| 4.  | «Te hacen falta vitaminas» (de Soda Stereo, 1984)                            | 2:38     |  |
| 5.  | «Trátame suavemente» (de Soda Stereo, 1984)                                  | 3:21     |  |
| 6.  | «Nada personal» (de Nada personal, 1985)                                     | 4:52     |  |
| 7.  | «Cuando pase el temblor» (de Nada personal, 1985)                            | 3:48     |  |
| 8.  | «Juego de seducción» (de Nada personal, 1985)                                | 3:18     |  |
| 9.  | «Estoy azulado» (de Nada personal, 1985)                                     | 5:16     |  |
| 10. | «Danza rota» (de Nada personal, 1985)                                        | 3:31     |  |
| 11. | «Persiana americana» (de Signos, 1986)                                       | 4:50     |  |
| 12. | «Prófugos» (de Signos, 1986)                                                 | 5:15     |  |
| 13. | «No existes» (de Signos, 1986)                                               | 4:39     |  |
| 14. | «En camino» (de Signos, 1986)                                                | 4:27     |  |
| 15. | «Signos (En vivo)» (de Signos, versión de Ruido blanco, 1987)                | 6:20     |  |
| 16. | «Sobredosis de TV (En vivo)» (de Soda Stereo, versión de Ruido blanco, 1987) | 5:38     |  |

| CD2 |                                                                          |          |  |
| N.º | Título                                                                   | Duración |  |
| 1.  | «En la ciudad de la furia» (de Doble vida, 1988)                         | 5:51     |  |
| 2.  | «Corazón delator» (de Doble vida, 1988)                                  | 5:15     |  |
| 3.  | «Pícnic en el 4°B» (de Doble vida, 1988)                                 | 3:43     |  |
| 4.  | «Lo que sangra (La cúpula)» (de Doble vida, 1988)                        | 4:35     |  |
| 5.  | «Languis» (del EP Languis, 1989)                                         | 5:37     |  |
| 6.  | «Mundo de quimeras» (del EP Languis, 1989)                               | 6:52     |  |
| 7.  | «Canción animal» (de Canción animal, 1990)                               | 4:06     |  |
| 8.  | «De música ligera» (de Canción animal, 1990)                             | 3:32     |  |
| 9.  | «Un millón de años luz» (de Canción animal, 1990)                        | 5:03     |  |
| 10. | «Hombre al agua (En vivo)» (de Canción animal, versión de Rex Mix, 1991) | 6:37     |  |
| 11. | «No necesito verte (Para saberlo)» (de Rex Mix, 1991)                    | 6:16     |  |
| 12. | «Luna roja» (de Dynamo, 1992)                                            | 5:31     |  |
| 13. | «Primavera 0» (de Dynamo, 1992)                                          | 3:36     |  |
| 14. | «Zona de promesas» (de Zona de promesas (Mixes 1984 - 1993), 1993)       | 4:00     |  |

## Certificaciones
| País           | Organismo certificador | Certificación | Ventas certificadas | Ref.  |
| -------------- | ---------------------- | ------------- | ------------------- | ----- |
| Argentina      | CAPIF                  | Platino       | 60 000              | [ 1 ] |
| Estados Unidos | RIAA                   | Oro           | 30 000              | [ 2 ] |

## Músicos
Soda Stereo
- Gustavo Cerati: Voz y guitarras.
- Zeta Bosio: Bajo y coros.
- Charly Alberti: Batería y percusión.